# 15364 Kenglover
15364 Kenglover este un asteroid din centura principală de asteroizi.

## Descriere
15364 Kenglover este un asteroid din centura principală de asteroizi. A fost descoperit pe 17 aprilie 1996 la Kitt Peak National Observatory, în cadrul proiectului Spacewatch. Asteroidul prezintă o orbită caracterizată de o semiaxă mare de 2,43 ua, o excentricitate de 0,09 și o înclinație de 13,1° în raport cu ecliptica.